# Franciszek Błażejewski
Franciszek Jan Stanisław Błażejewski (ur. 13 lutego 1924 w Gniewie, zm. 13 stycznia 2009 w Bydgoszczy) – polski zoolog, profesor zwyczajny doktor habilitowany, absolwent Uniwersytetu Mikołaja Kopernika, asystent w Zakładzie Zoologii Systematycznej UMK, od 1969 kierownik Zakładu Zoologii w filii poznańskiej Wyższej Szkoły Rolniczej w Bydgoszczy; współtwórca i w latach 1978–1981 prodziekan Wydziału Zootechnicznego Akademii Techniczno-Rolniczej w Bydgoszczy oraz wieloletni kierownik Zakładu (potem Katedry) Zoologii. Współpracował także (na drugim etacie) z Katedrą Zoologii i Genetyki Akademii Pomorskiej.

## Odznaczenia
- Krzyż Kawalerski Orderu Odrodzenia Polski
- Medal Komisji Edukacji Narodowej

## Wybrana bibliografia autorska
- ”Repetytorium z zoologii. 1, Przegląd systematyczny” (Wydaw. Uczelniane AT-R, Bydgoszcz, 1979 r., wspólnie z Ewą Rawluk)
- ”Zarys systematyki zwierząt” (Wydaw. Uczelniane AT-R, Bydgoszcz, I wyd. 1991, II wyd. 1994 r.)
- ”Zoologia ogólna : materiały pomocnicze w nauczaniu zoologii” (Wydaw. Uczelniane AT-R, Bydgoszcz, 1997 r., ISBN 83-87274-20-8, wspólnie z Ewą Żelazną i Małgorzatą Błażejewicz-Zawadzińską)
- "Zarys zoologii systematycznej", (Wydawnictwa Uczelniane Akademii Techniczno-Rolniczej Bydgoszcz, 2001 r., ISBN 83-87274-83-6).